# Kašna se sochou Herkula (zahrada Na Valech)
Kašna se sochou Herkula je kašna stojící přibližně v polovině zahrady Na Valech, před tzv. Velkým Bellevue. Byla sem umístěna v roce 1923, spolu s raně barokní sochou Herkula, která sem byla přenesena z kašny na I. hradním nádvoří – ta dnes již neexistuje. Socha z žehrovického pískovce představuje bájného hrdinu, jenž rozevírá tlamu lva, z níž do nádrže vytéká pramen vody. Vlastní nádrž, údajně vyrobena z mšenského pískovce, je zdobena římskými motivy, v čele je umístěn slovenský znak. Kašna pochází z dílny Jože Plečnika.
V rámci areálu Pražského hradu je roku 1962 chráněna jako národní kulturní památka České republiky.